# Wim Groeneweg
W.G. (Wim) Groeneweg (Hoofddorp, 13 juli 1957) is een Nederlandse CDA-politicus en bestuurder.

## Biografie
Groeneweg ging naar de Pedagogische Academie in Amsterdam en zat vanaf 1979 in het onderwijs; eerst als onderwijzer in het basisonderwijs en na een studie onderwijskunde aan de Rijksuniversiteit Utrecht, waar hij een MO-A en MO-B in orthopedagogiek behaalde, als leraar en directeur in het primair speciaal onderwijs. In 1991 maakte Groeneweg de overstap naar het vakbondswezen en was hij tot 1996 (regio)bestuurder bij het CNV. Van 1997 tot 2003 was hij penningmeester, algemeen secretaris en waarnemend voorzitter van de Politievakbond ACP.
Vanaf eind 2003 was Groeneweg wethouder en locoburgemeester in Woerden wat hij tot 2010 zou blijven. Daarna werd hij daar gemeenteraadslid. Van 2008 - 2012 was Groeneweg voorzitter van de provinciale CDA afdeling Utrecht en maakte hij deel uit van het landelijk Partijbestuur van het CDA. Op 11 april 2011 werd Groeneweg burgemeester van Vianen als opvolger van Diny Koreman die kort daarvoor vervroegd met pensioen was gegaan. Op 1 januari 2019 ging Vianen op in de nieuw gevormde gemeente Vijfheerenlanden waarmee zijn functie kwam te vervallen. Aansluitend behaalde hij zijn groot rijbewijs en werd hij chauffeur bij Pouw Vervoer in Vianen.
Vanaf 13 november 2019 was Groeneweg waarnemend burgemeester van Oudewater, na het vertrek van Pieter Verhoeve als burgemeester aldaar. Op 16 november 2020 werd Danny de Vries burgemeester van Oudewater. Vanaf 8 maart 2021 was hij waarnemend burgemeester van Opmeer, als opvolger van de op 8 februari 2021 overleden burgemeester GertJan Nijpels. Op 1 juli van dat jaar werd Gerard van den Hengel burgemeester van Opmeer.
Na de gemeenteraadsverkiezingen van 2022 vormde Groeneweg als formateur een coalitie in Koggenland van VVD en GBK. Op 22 juni 2022 werd hij door de algemene ledenvergadering van de Politievakbond ACP benoemd tot voorzitter. Op 13 oktober 2022 werd hij namens de ACP bestuurslid van de Vakcentrale voor Professionals (VCP). Daarnaast was hij tot 25 mei 2023 voorzitter van de kavelruilcommissie Kavelruil Kamerik-Harmelen. Op 1 januari 2024 is hij gestopt als voorzitter van de ACP. Daarna werd hij chauffeur bij de Juijn Mobility Group in Zaltbommel.
Groeneweg is getrouwd en vader van twee kinderen. Hij is lid van de (linkervleugel van de) Christelijke Gereformeerde Kerken.